# Sinnerup
Sinnerup is een Deense warenhuisketen, die sinds 2006 opereert onder deze naam. In 1991 splitste eigenaar Paul Sinnerup zijn bedrijf af van de warenhuisketen Bahne, met wie hij vanaf 1971 had samengewerkt, en noemde het bedrijf Bolighuset Bahne. Het bedrijf wordt geleid door Lars Sinnerup, de zoon van de oprichter.
Het bedrijf heeft winkels in Vanløse, Kolding, Odense, Vejle, Horsens, Holstebro, Randers, Silkeborg, Viborg, Aarhus en Aalborg. Daarnaast is er winkel in Flensburg in Duitsland en een meubelwinkel in Harrislee in Duitsland.